# 東経89度線
東経89度線（とうけい89どせん）は、本初子午線面から東へ89度の角度を成す経線である。北極点から北極海、アジア、インド洋、南極海、南極大陸を通過して南極点までを結ぶ。
東経89度線は、西経91度線と共に大円を形成する。

## 通過する地域一覧
東経89度線は、北極点から南極点まで南に向かって以下の場所を通っている。
| 地理座標                                             | 国土・領土・領海 | 備考                                                  |
| ---------------------------------------------------- | ---------------- | ----------------------------------------------------- |
| 北緯90度0分 東経89度0分 / 北緯90.000度 東経89.000度  | 北極海           |                                                       |
| 北緯81度9分 東経89度0分 / 北緯81.150度 東経89.000度  | カラ海           |                                                       |
| 北緯77度8分 東経89度0分 / 北緯77.133度 東経89.000度  | ロシア           | キーロフ島（英語版）                                  |
| 北緯76度58分 東経89度0分 / 北緯76.967度 東経89.000度 | カラ海           |                                                       |
| 北緯75度26分 東経89度0分 / 北緯75.433度 東経89.000度 | ロシア           |                                                       |
| 北緯49度29分 東経89度0分 / 北緯49.483度 東経89.000度 | モンゴル         |                                                       |
| 北緯48度4分 東経89度0分 / 北緯48.067度 東経89.000度  | 中華人民共和国   | 新疆ウイグル自治区 チベット自治区                     |
| 北緯27度30分 東経89度0分 / 北緯27.500度 東経89.000度 | ブータン         |                                                       |
| 北緯26度56分 東経89度0分 / 北緯26.933度 東経89.000度 | インド           | 西ベンガル州                                          |
| 北緯26度25分 東経89度0分 / 北緯26.417度 東経89.000度 | バングラデシュ   | 約13km                                                |
| 北緯26度18分 東経89度0分 / 北緯26.300度 東経89.000度 | インド           | 西ベンガル州 - 約7km                                  |
| 北緯26度14分 東経89度0分 / 北緯26.233度 東経89.000度 | バングラデシュ   |                                                       |
| 北緯25度19分 東経89度0分 / 北緯25.317度 東経89.000度 | インド           | 西ベンガル州 - 約4km                                  |
| 北緯25度16分 東経89度0分 / 北緯25.267度 東経89.000度 | バングラデシュ   |                                                       |
| 北緯22度28分 東経89度0分 / 北緯22.467度 東経89.000度 | インド           | 西ベンガル州 - 約6km                                  |
| 北緯22度25分 東経89度0分 / 北緯22.417度 東経89.000度 | バングラデシュ   | 約11km                                                |
| 北緯22度19分 東経89度0分 / 北緯22.317度 東経89.000度 | インド           | 西ベンガル州                                          |
| 北緯21度37分 東経89度0分 / 北緯21.617度 東経89.000度 | インド洋         |                                                       |
| 南緯60度0分 東経89度0分 / 南緯60.000度 東経89.000度  | 南極海           |                                                       |
| 南緯66度20分 東経89度0分 / 南緯66.333度 東経89.000度 | 南極大陸         | オーストラリア南極領土（ オーストラリアが領有権主張） |